# Гладстон-авеню

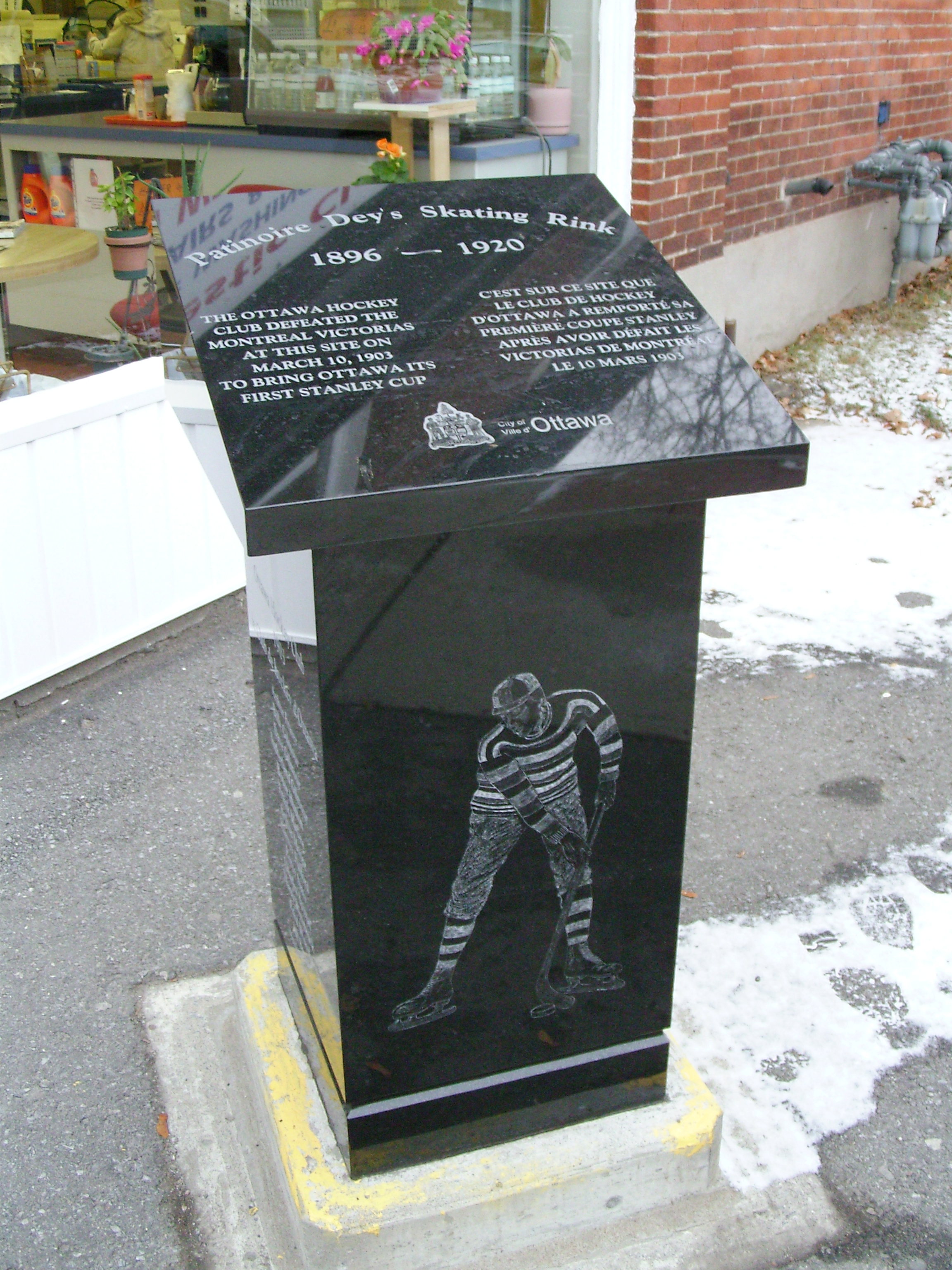
Мемориальный знак на месте бывшего хоккейного стадиона Дэй, угол Гладстон-стрит и Бэй-стрит.

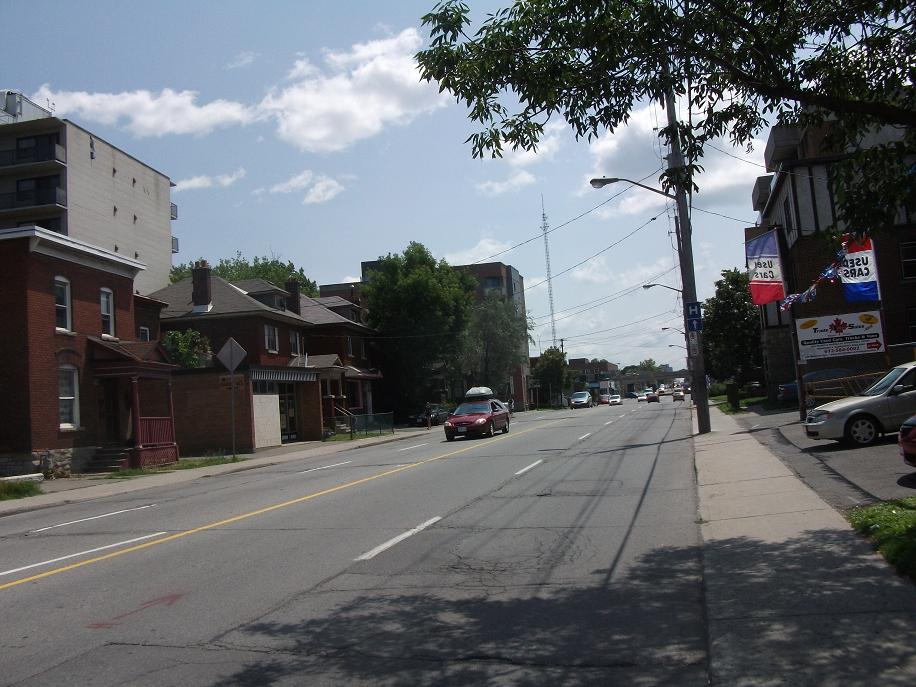
Гладстон-авеню в Сентертауне.

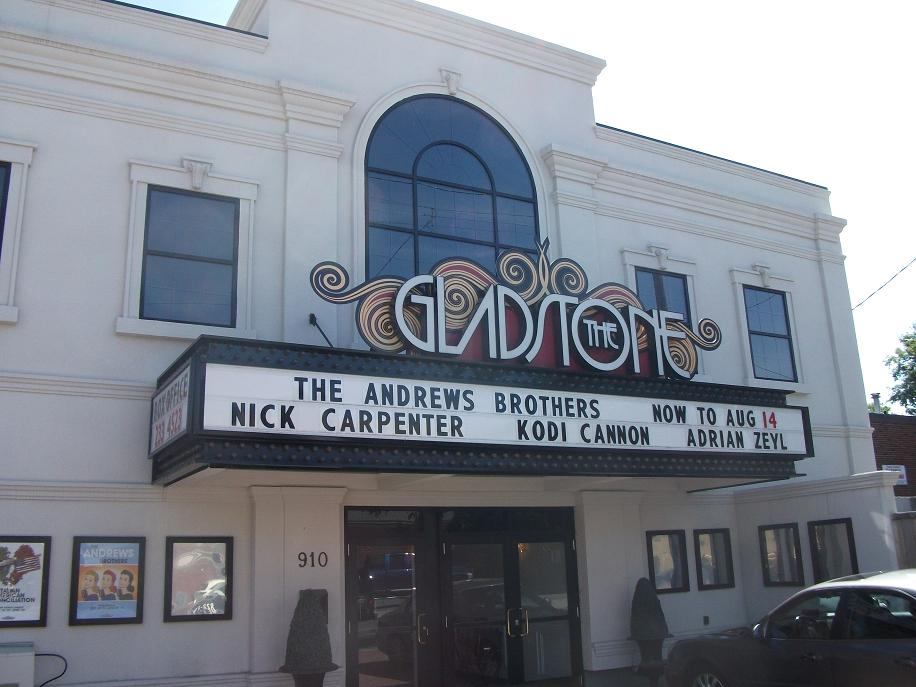
Театр «Гладстон».

Гладстон-авеню (англ. Gladstone Avenue) — улица в районе Сентертаун г. Оттава. Идёт с востока, от канала Ридо, на запад до Паркдейл-авеню.

## История
В начале 20 в. улица носила название Энн-стрит. Исторически это улица с жилой застройкой к югу от делового центра Оттавы. На ней расположено много небольших домов, часть которых позднее преобразована в коммерческие помещения.
В 2000-х гг. улица была реконструирована: на участке от Бронсон-авеню до Бэнк-стрит созданы две полосы движения, плюс полоса для велосипедистов.
В мае 2005 г. пожаром была уничтожена ночлежка для бездомных Salus Millennium House.

## Достопримечательности
- Публичная школа Гладстон-авеню, к востоку от перекрёстка с Паркдейл-авеню.
- театр Гладстон к западу от Престон-стрит
- Оттавская школа для взрослых, перекрёсток с Бут-стрит.
- Арена и общинный центр Мак-Набба (McNabb Arena and Community Centre) на Перси-стрит, один квартал к востоку от Бронсон-авеню.
- на углу с Бэй-стрит ранее находился бывший знаменитый оттавский хоккейный стадион Дэй (Dey’s Skating Rink).